# 409 Aspasia
409 Aspasia је астероид главног астероидног појаса са пречником од приближно 161,61 km.
Афел астероида је на удаљености од 2,757 астрономских јединица (АЈ) од Сунца, а перихел на 2,394 АЈ.
Ексцентрицитет орбите износи 0,070, инклинација (нагиб) орбите у односу на раван еклиптике 11,242 степени, а орбитални период износи 1510,361 дана (4,135 године).
Апсолутна магнитуда астероида је 7,62 а геометријски албедо 0,060.
Астероид је откривен 9. децембра 1895. године.